# Primula wulfeniana
Primula wulfeniana är en viveväxtart. Primula wulfeniana ingår i släktet vivor, och familjen viveväxter.

## Underarter
Arten delas in i följande underarter:
- P. w. baumgarteniana
- P. w. wulfeniana

## Bildgalleri

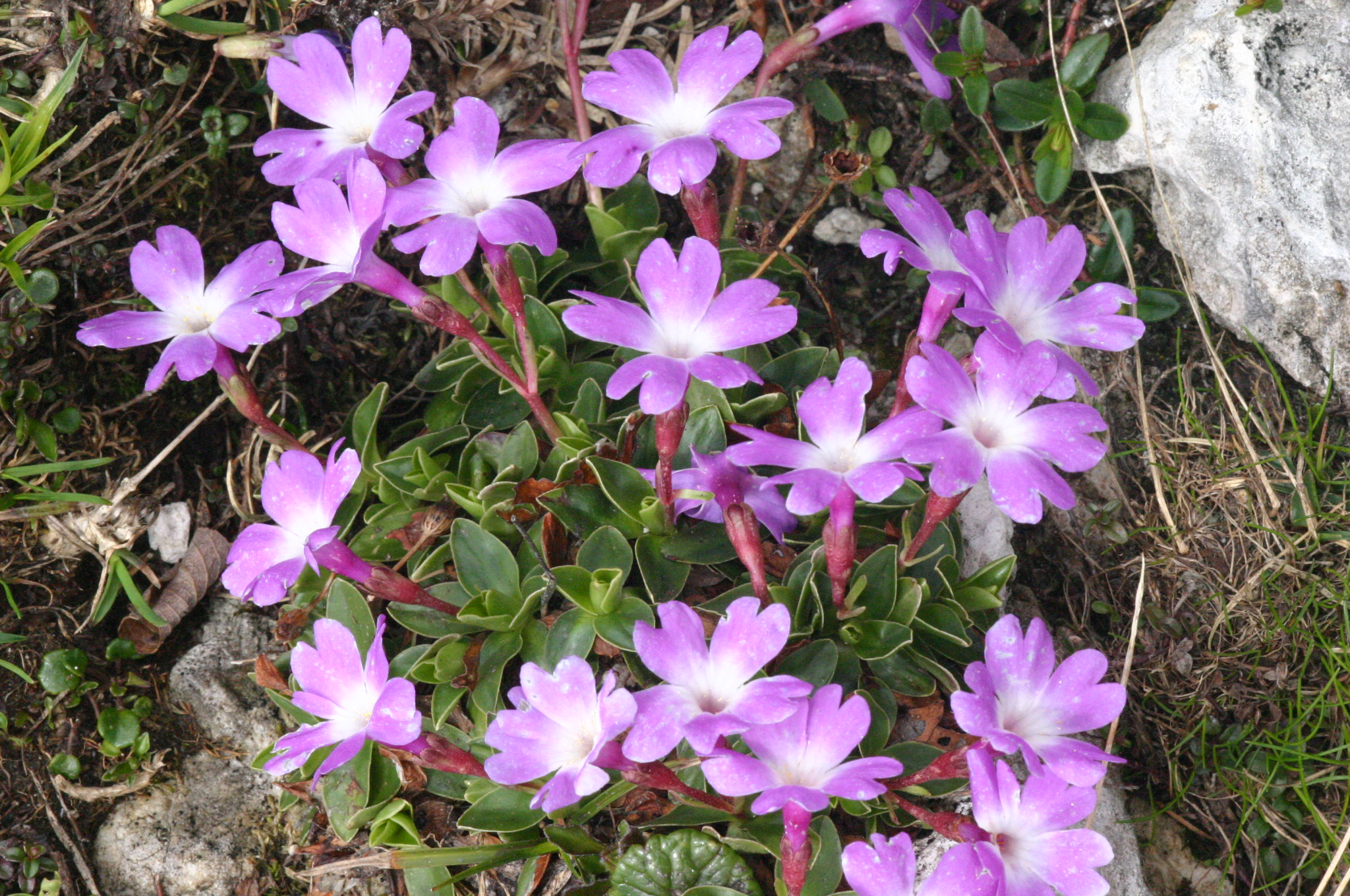
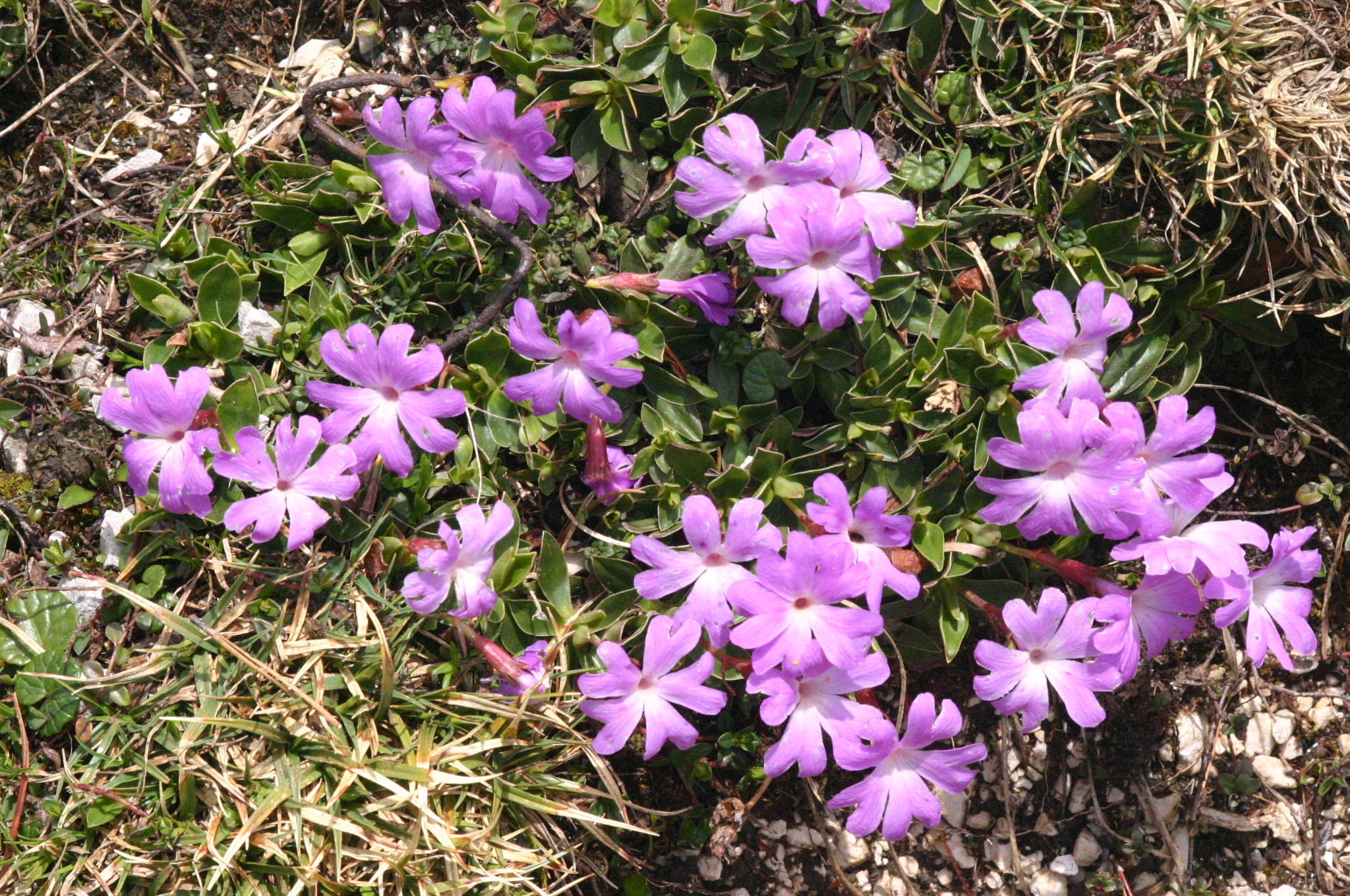
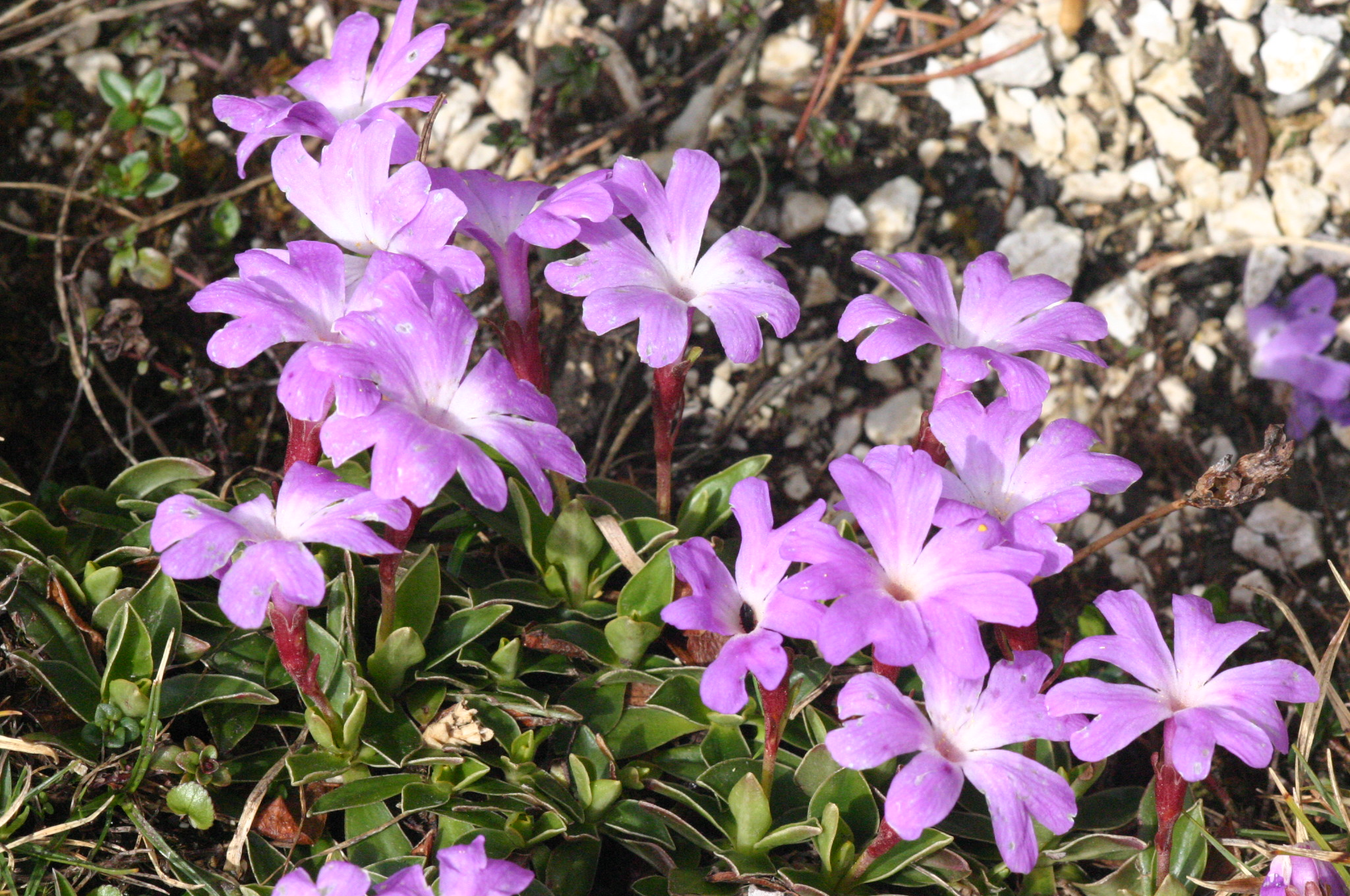
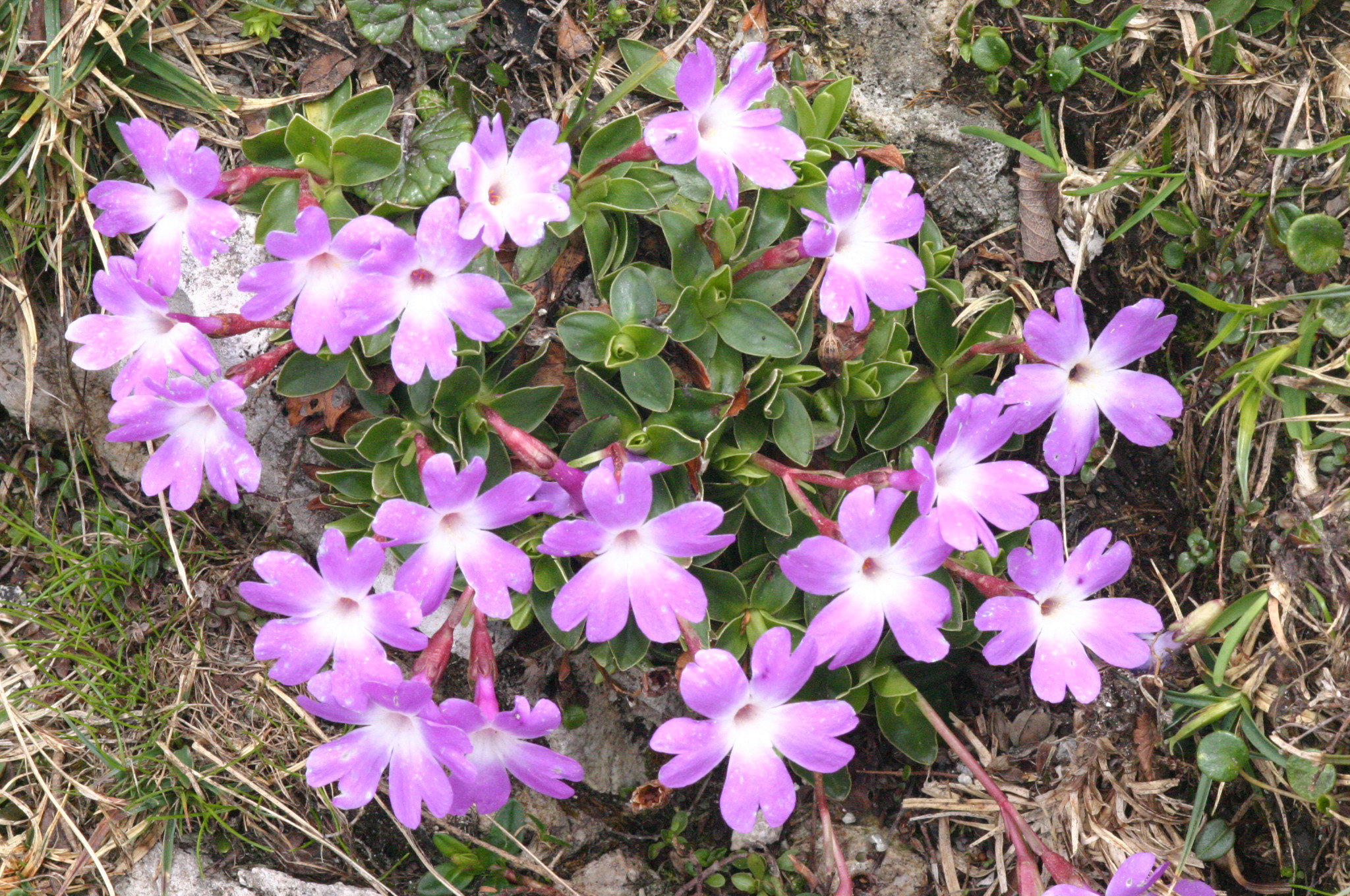
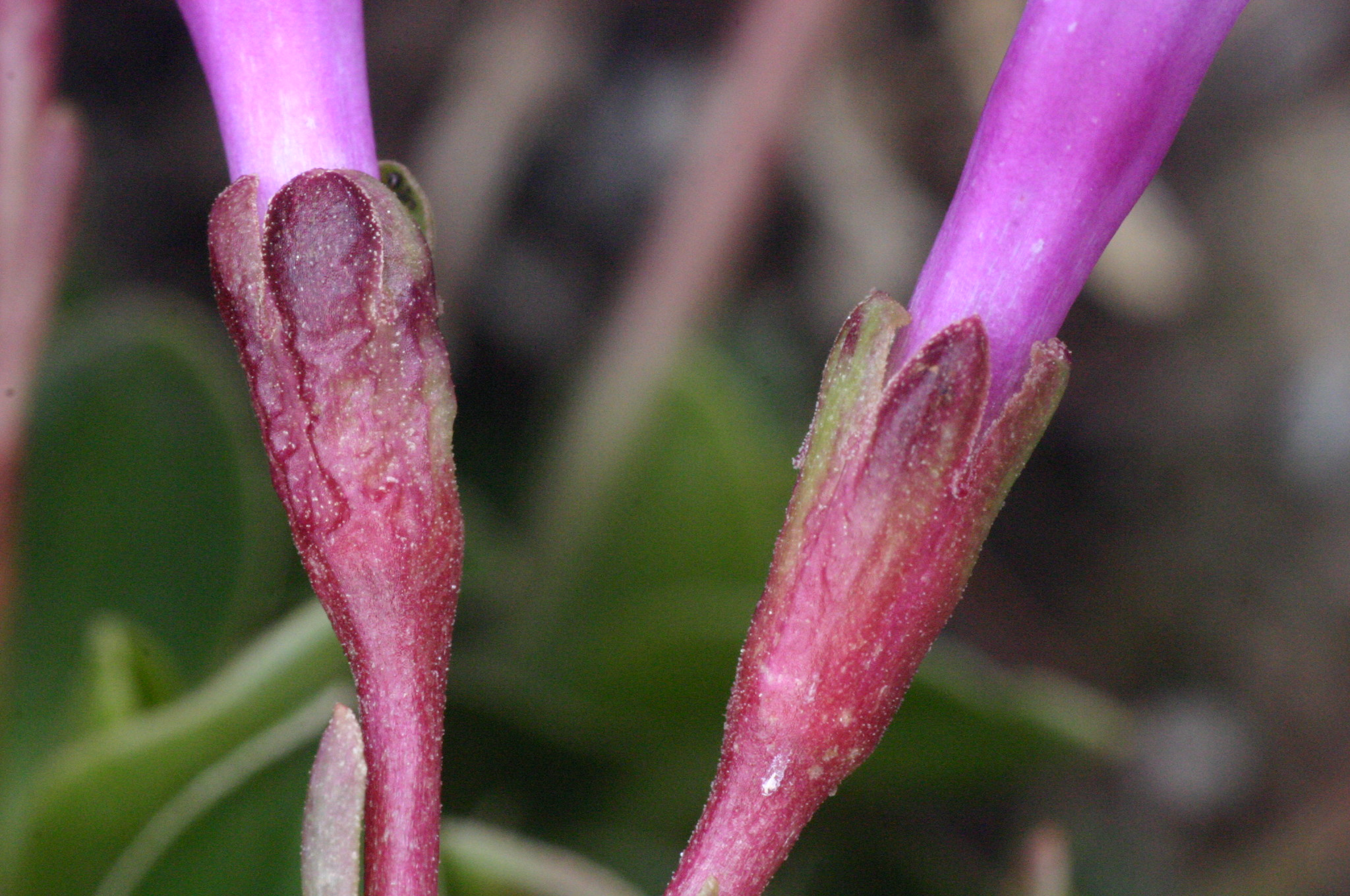
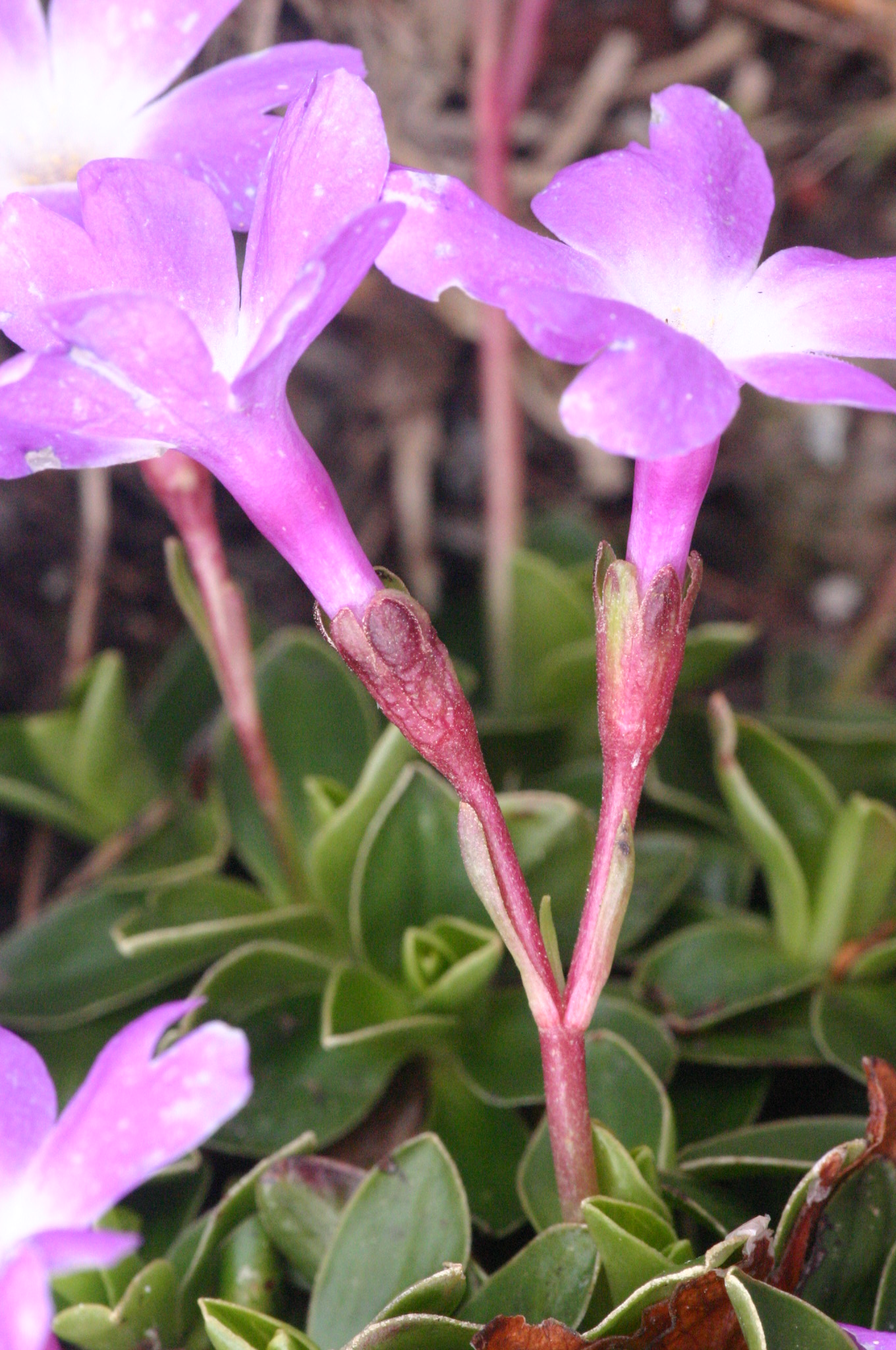